# El Enemy de los Guasíbiri
El Enemy de los Guasíbiri es el primer álbum recopilatorio del rapero puertorriqueño Tego Calderón. Se trata de un recopilatorio de temas lanzados en álbumes recopilatorios anteriores y en su álbum de estudio debut El abayarde, solo que se lanzaron remixes de temas del álbum El abayarde en vez de lanzarlos en su versión original, Se considera que el álbum es un factor importante para la exposición general del Reguetón en 2004 junto con Barrio fino de Daddy Yankee y Diva de Ivy Queen. El título del álbum está tomado de una línea de su canción de 2003 "Pa 'que retozen".

## Recepción
El álbum recopilatorio ha vendido 105,000 unidades según un artículo de Billboard en Estados Unidos en 2006.

## Listado de canciones
| N.º   | Título                                                                 | Duración |  |
| 1.    | «Intro»                                                                | 0:44     |  |
| 2.    | «Elegante de Boutique»                                                 | 2:44     |  |
| 3.    | «Gatas gozan» (Sopranos: First Season)                                 | 3:03     |  |
| 4.    | «Cosa buena» (Planet Reggae)                                           | 2:29     |  |
| 5.    | «Mi entierro» (La Misión 2)                                            | 3:22     |  |
| 6.    | «Cerca de mi Neighbourhood» (Boricuas N.Y 2)                           | 3:13     |  |
| 7.    | «Güasa, Güasa (Remix)» (con Voltio)                                    | 5:17     |  |
| 8.    | «Al natural (Remix)» (con Yandel)                                      | 3:24     |  |
| 9.    | «Interlude»                                                            | 0:31     |  |
| 10.   | «Naki, Naki» (Kilates)                                                 | 3:35     |  |
| 11.   | «We Got the Crown "Envidia"» (con Aventura) (Love & Hate)              | 3:50     |  |
| 12.   | «Sopa de letra» (Babilonia)                                            | 3:33     |  |
| 13.   | «En peligro de extinción» (con Eddie Dee) (El terrorista de la lírica) | 3:22     |  |
| 14.   | «Báilalo como tu quieras» (Los matadores del género)                   | 3:09     |  |
| 15.   | «Dame un Chance» (The Majestic)                                        | 2:53     |  |
| 16.   | «No paso el cerdo» (La Misión 3)                                       | 2:53     |  |
| 17.   | «No sufras por ella» (con Toño Rosario)                                | 3:02     |  |
| 58:52 |                                                                        |          |  |

## Posicionamiento en listas
| Listas (2004)                       | Mejor posición |
| ----------------------------------- | -------------- |
| Estados Unidos (Heatseekers Albums) | 14             |
| Estados Unidos (Latin Pop Albums)   | 4              |
| Estados Unidos (Top Latin Albums)   | 5              |
| Estados Unidos (Tropical Albums)    | 9              |
| República Dominicana (Musicalia)    | 10             |